# 上杉憲長
上杉 憲長（うえすぎ のりなが、生没年不詳）は、室町時代前期の武将。上杉憲光の長男。子に憲武・憲視。妻は山内上杉家家臣・高山重秀の娘。通称は二郎。官途名は蔵人。
応永23年（1420年）の上杉禅秀の乱では父と共に関東管領上杉憲基を助けて上杉禅秀軍と戦う。その際、10月6日に父と共に鎌倉で戦死したとする系譜があり、通説では庁鼻和上杉家（深谷上杉家）の歴代当主には数えられないが、憲基に従って伊豆国・越後国へと逃れ、後に庁鼻和城に憲基を迎え入れたという説がある。また、深谷にあった福正寺（現在は廃寺）は、応永28年（1425年）に「城主・上杉蔵人憲長」によって創建されたと伝えられ、憲長は生き延びて家督を継いでいだ可能性が高い。
ただし、その後間もなく亡くなったのか、永享年間には弟の憲信が当主となり、憲長の子孫が家督を継ぐ事は無かった。その後、発生した享徳の乱で古河公方足利成氏と上杉氏が戦った際に、初期の分倍河原の戦いでは憲長の子である憲武（六郎）・憲視（七郎）兄弟は憲信に従って出陣したものの敗れて山内上杉家の長尾景仲と共に戦場を離脱して騎西城に入ったとされる。ところが、その後になって古河公方軍の一員として活躍した庁鼻和上杉家の「上杉四郎」という人物の存在が記録されている。この人物を憲長の子孫に比定して、上杉軍の一員である憲信の子孫に対抗するために成氏に味方したとする説もある。
憲光・憲長期の庁鼻和上杉家（深谷上杉家）については記録が少なく、詳細は不明であるものの、憲光の後に憲長の系統と憲信の系統に分かれ、後に嫡男である憲長の系統に代わって弟である憲信の系統が嫡流化したと考えられている。